# 大東町 (岩手県)
大東町（だいとうちょう）は、かつて岩手県東磐井郡にあった町。2005年（平成17年）9月20日に、旧一関市、花泉町、千厩町、東山町、室根村、川崎村と合併し、新たな一関市となった。現在の一関市のうち、大東町を冠する各大字にあたる。

## 地理

### 自然
- 河川：砂鉄川、猿沢川など

## 歴史

### 町名の由来
大東町域は奥州藤原氏の時代から京都の東山を擬して「東山」と呼ばれていた。「東」という文字は太陽が昇る意味を持つことから、東磐井郡最大規模の町が日が昇るように飛躍的発展をするよう願いをこめて大東町という名が付けられた。

### 年表
大東町発足以降における町内の主なできごと。
- 1955年（昭和30年）9月 - 大東町消防団が発足[2]。
- 1957年（昭和32年）4月1日 - 摺沢中学校、渋民中学校を統合した大東中学校が開校[3]。
- 1959年（昭和34年） - 町章および新町発足記念日（4月1日）を制定[4]。新庁舎が完成[5]。
- 1962年（昭和37年）3月19日 - 交通安全都市を宣言[6]。
- 1965年（昭和40年）3月 - 大東町森林組合が発足[7]。農村集団自動電話が開通[8]。
- 1966年（昭和41年）3月31日 - 大東町農業協同組合が発足[9]。
- 1969年（昭和44年）4月1日 - 大原中学校、曽慶中学校を統合した新・大原中学校が開校[10]。
- 1973年（昭和48年）
  - 4月1日 - 大原商業高等学校が独立開校[11]。
  - 11月7日 - 県道水沢陸前高田線（現：国道343号）の笹ノ田トンネルが開通[12]。
- 1978年（昭和53年）3月1日 - 大東農業協同組合と大東町農業協同組合が合併し、新・大東町農業協同組合が発足[13]。
- 1981年（昭和56年）
  - 7月1日 - 大東町立図書館が開館[14]。
  - 8月23日 - 台風15号が襲来し、田畑流出や道路決壊（71か所）、住宅損壊（100棟）などが起こる。被害額は16億円以上にのぼった[15]。
- 1982年（昭和57年）3月25日 - 町民体育館が完成[16]。
- 1984年（昭和59年） - 町の木・花・鳥、町民歌、町民音頭、町民憲章を制定[17]。
- 1987年（昭和62年）10月6日 - 大東町民野球場（現：大東野球場）が完成[18]。
- 1989年（平成元年）11月18日 - 摺沢バイパスが開通[19]。
- 1994年（平成6年）10月1日 - 大東町営バスが運行開始[20]。
- 2000年（平成12年）4月1日 - 大東町コミュニティセンター（現：大東コミュニティーセンター）が開館[21]。
- 2002年（平成14年）7月11日 - 台風6号が襲来し、住宅や田畑の浸水など甚大な被害をもたらす。被害額は36億円以上にのぼった[22]。

### 行政区域の変遷
- 1889年（明治22年）4月1日 - 町村制が施行される。
  - 摺沢村が単独で村制施行し、東磐井郡摺沢村が成立。
  - 大原村が単独で村制施行し、東磐井郡大原村が成立。
  - 沖田村、鳥海村、中川村が合併し、東磐井郡興田村が成立。
  - 猿沢村が単独で村制施行し、東磐井郡猿沢村が成立。
  - 旧渋民村と曾慶村が合併し、東磐井郡渋民村が成立。
- 1903年（明治36年）3月21日 - 大原村が町制施行し、東磐井郡大原町となる。
- 1940年（昭和15年）11月10日 - 摺沢村が町制施行し、東磐井郡摺沢町となる。
- 1955年（昭和30年）4月1日 - 大原町、摺沢町、興田村、猿沢村、渋民村が合併し、東磐井郡大東町となる[23]。
- 2005年（平成17年）9月20日 - 大東町と旧・一関市、西磐井郡花泉町、東磐井郡千厩町、東山町、室根村、川崎村が合併し、新たな一関市となる。

## 行政

### 歴代町長
| 代    | 氏名       | 就任                     | 退任                      | 備考            | 出典   |
| ----- | ---------- | ------------------------ | ------------------------- | --------------- | ------ |
| 初-2  | 伊藤四平   | 1955年（昭和30年）5月    | 1963年（昭和38年）        | 元大原町長、2期 | [ 24 ] |
| 3     | 及川正助   | 1963年（昭和38年）       | 1967年（昭和42年）        |                 | [ 25 ] |
| 4     | 伊東勇     | 1967年（昭和42年）       | 1971年（昭和47年）        |                 | [ 26 ] |
| 5-7   | 菊池隆一   | 1971年（昭和47年）       |                           | 元摺沢町長、3期 | [ 27 ] |
| 8-9   | 伊東千賀雄 | 1981年（昭和56年）       |                           | 2期             | [ 28 ] |
| 10-11 | 鳥畑一成   | 1989年（平成元年）       | 1996年（平成8年）8月      | 2期             | [ 29 ] |
| 12-14 | 小原伸元   | 1996年（平成8年）10月6日 | 2005年（平成17年）9月20日 | 3期             | [ 30 ] |

### 町議会
- 定数：20名
- 議長：佐山昭助
- 副議長：斎藤勝治[31]

## 地域

### 人口
| 大東町（に相当する地域）の人口推移 |          |  |
| \| 1955年（昭和30年） \| 29,136人 \| \| \| 1960年（昭和35年） \| 27,551人 \| \| \| 1965年（昭和40年） \| 20,606人 \| \| \| 1980年（昭和55年） \| 20,715人 \| \| \| 1985年（昭和60年） \| 19,988人 \| \| \| 1990年（平成2年） \| 19,408人 \| \| \| 1995年（平成7年） \| 18,673人 \| \| \| 2000年（平成12年） \| 17,789人 \| \| |          |  |
| 総務省統計局 国勢調査より |          |  |
| 1955年（昭和30年） | 29,136人 |  |
| 1960年（昭和35年） | 27,551人 |  |
| 1965年（昭和40年） | 20,606人 |  |
| 1980年（昭和55年） | 20,715人 |  |
| 1985年（昭和60年） | 19,988人 |  |
| 1990年（平成2年） | 19,408人 |  |
| 1995年（平成7年） | 18,673人 |  |
| 2000年（平成12年） | 17,789人 |  |

#### 人口と世帯数
1980年度以降の人口と世帯数。
| 年度     | 人口     | 人口    | 世帯      | 世帯    |
| 年度     | 人口     | 増減    | 世帯数    | 増減    |
| -------- | -------- | ------- | --------- | ------- |
| 1980年度 | 20,715人 |         | 5,132世帯 |         |
| 1985年度 | 19,988人 | －3.50% | 5,070世帯 | －1.20% |
| 1990年度 | 19,408人 | －2.90% | 5,048世帯 | －0.43% |
| 1995年度 | 18,673人 | －3.78% | 5,083世帯 | 0.69%   |
| 2000年度 | 17,789人 | －4.73% | 5,082世帯 | －0.01% |

## 公的機関

### 警察
岩手県警察
- 千厩警察署（管轄：東磐井郡）
  - 摺沢駐在所
  - 大原駐在所
  - 興田駐在所
  - 猿沢駐在所

### 消防
両磐地区消防組合
- 千厩消防署大東分署

### 医療
- 岩手県立大東病院

## 公共施設
主な施設を掲載。
図書館
- 大東町立図書館

公民館
- 摺沢公民館
- 大原公民館
- 興田公民館
- 猿沢公民館
- 渋民公民館
- 曽慶公民館

文化センター
- 大東コミュニティーセンター 室蓬ホール

運動施設
摺沢地域

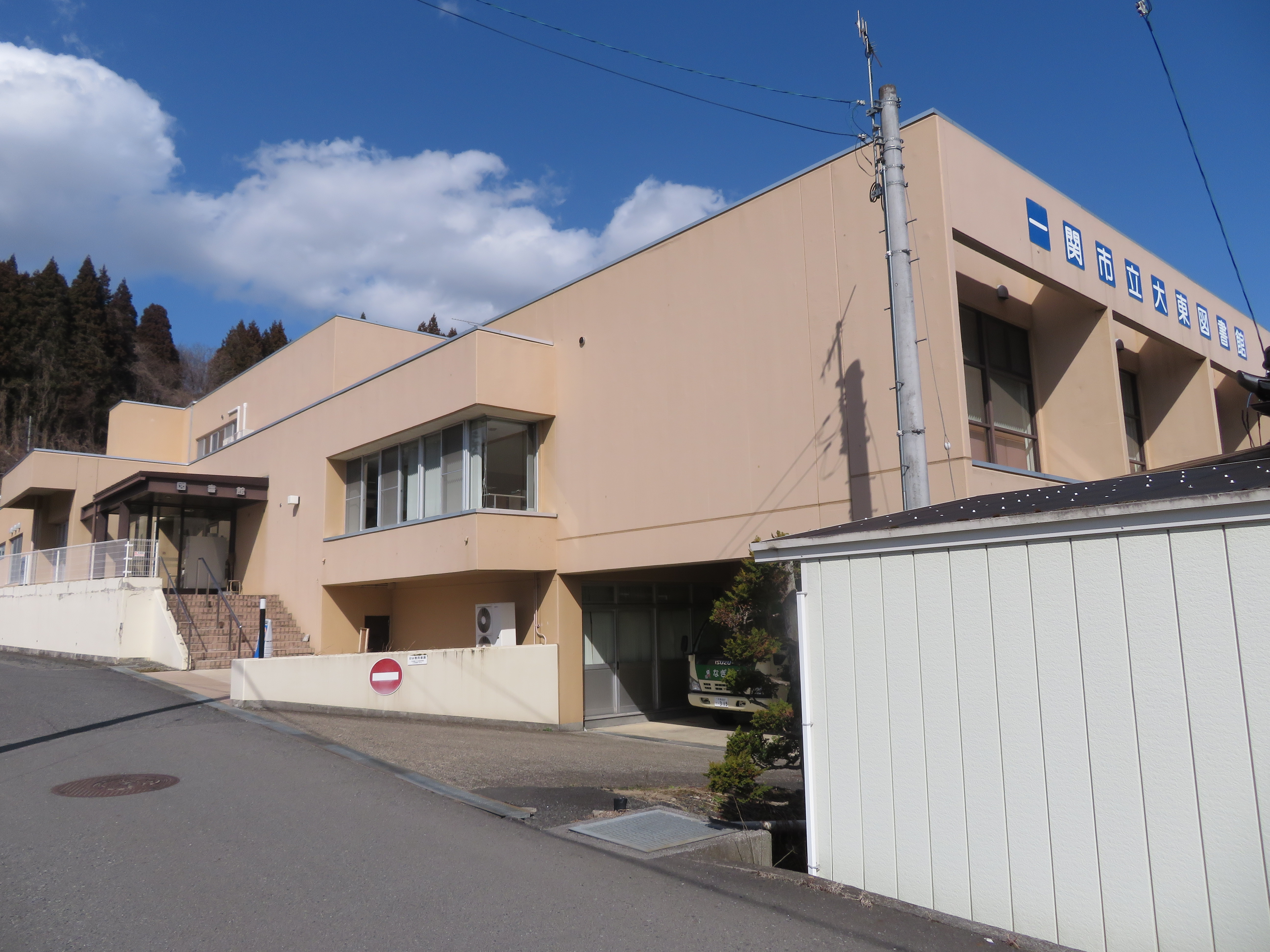
大東町立図書館（2022年3月）

- 大東体育館（アリーナ：1,329 m2）
- 大東野球場
- 大東グラウンド

大原地域
- 大東勤労者体育センター
- 春日グラウンド
- 春日公園テニスコート

興田地域
- 伊勢館公園：野球場、テニスコート
- 大東バレーボール記念館（アリーナ：884 m2）

## 経済
古来よりタバコの栽培や養蚕業が盛んで、昭和以降は酪農が発展していた。

## 郵便
郵便局
- 摺沢郵便局（集配局）
- 大原郵便局（集配局）
- 興田郵便局（集配局）
- 猿沢郵便局（集配局）
- 曽慶郵便局

簡易郵便局
- 磐井渋民郵便局

## 教育

### 高等学校
- 岩手県立大東高等学校
- 岩手県立大原商業高等学校

※以下は廃校

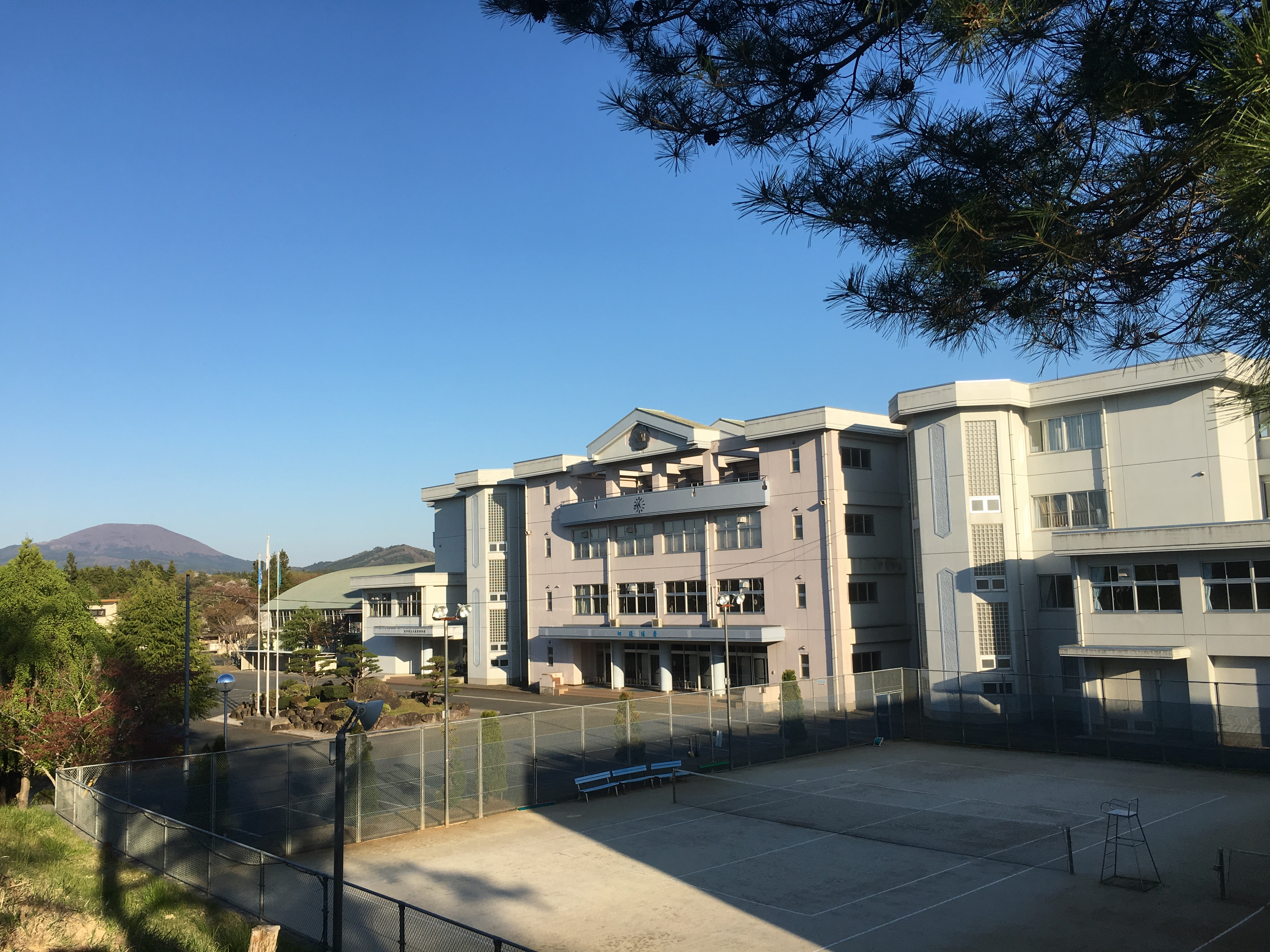
大東高等学校（2019年5月）

- 岩手県立大東高等学校摺沢分校（1967年閉校）
- 岩手県立大東高等学校興田分校（同上）
- 岩手県立大東高等学校大原分校（1973年、大原商業高校として独立）

### 中学校
- 大東町立大東中学校
- 大東町立大原中学校
- 大東町立興田中学校
- 大東町立猿沢中学校

※以下は廃校

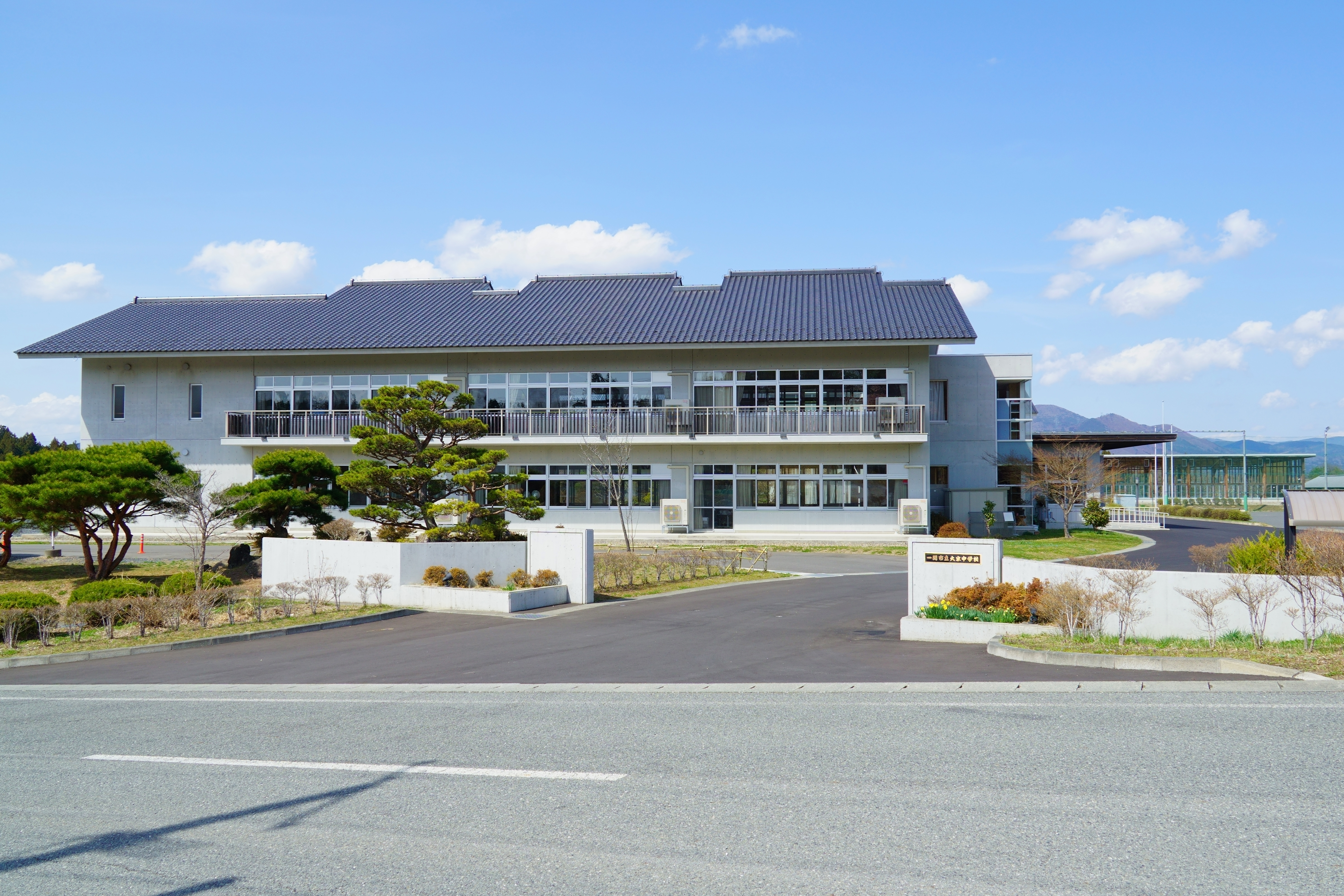
大東中学校（2024年4月）

- 大東町立摺沢中学校（1957年、新設の大東中学校へ統合）
- 大東町立渋民中学校（同上）
- 大東町立大原中学校内野分校  (1971年、大原中学校へ統合)
- 大東町立曽慶中学校（1971年、大東中学校と大原中学校へ分割統合）

### 小学校
- 大東町立丑石小学校
- 大東町立内野小学校
- 大東町立大原小学校
- 大東町立興田小学校
- 大東町立京津畑小学校
- 大東町立猿沢小学校
- 大東町立渋民小学校
- 大東町立摺沢小学校
- 大東町立曽慶小学校
- 大東町立天狗田小学校
- 大東町立中川小学校

※以下は廃校
- 大東町立内野小学校当摩冬季分校（1971年閉校）[34]
- 大東町立丑石小学校市之通分校（1966年、丑石小学校へ統合）
- 大東町立會慶小学校上曽慶分校（1970年、曽慶小学校へ統合）
- 大東町立猿沢小学校峠分校  (1971年、猿沢小学校へ統合)

### 保育園・児童館
- 大東町立摺沢保育園
- 大東町立大原保育園
- 大東町立興田保育園
- 大東町立猿沢保育園

- 大東町立渋民保育園
- 大東町立曽慶保育園
- 大東町立内野保育園
- 大東町立丑石児童館

※以下は廃園
- 川内保育所（1972年、大原保育園へ統合）

## 交通

### 鉄道
- 東日本旅客鉄道（JR東日本）
  - 大船渡線：摺沢駅

### バス

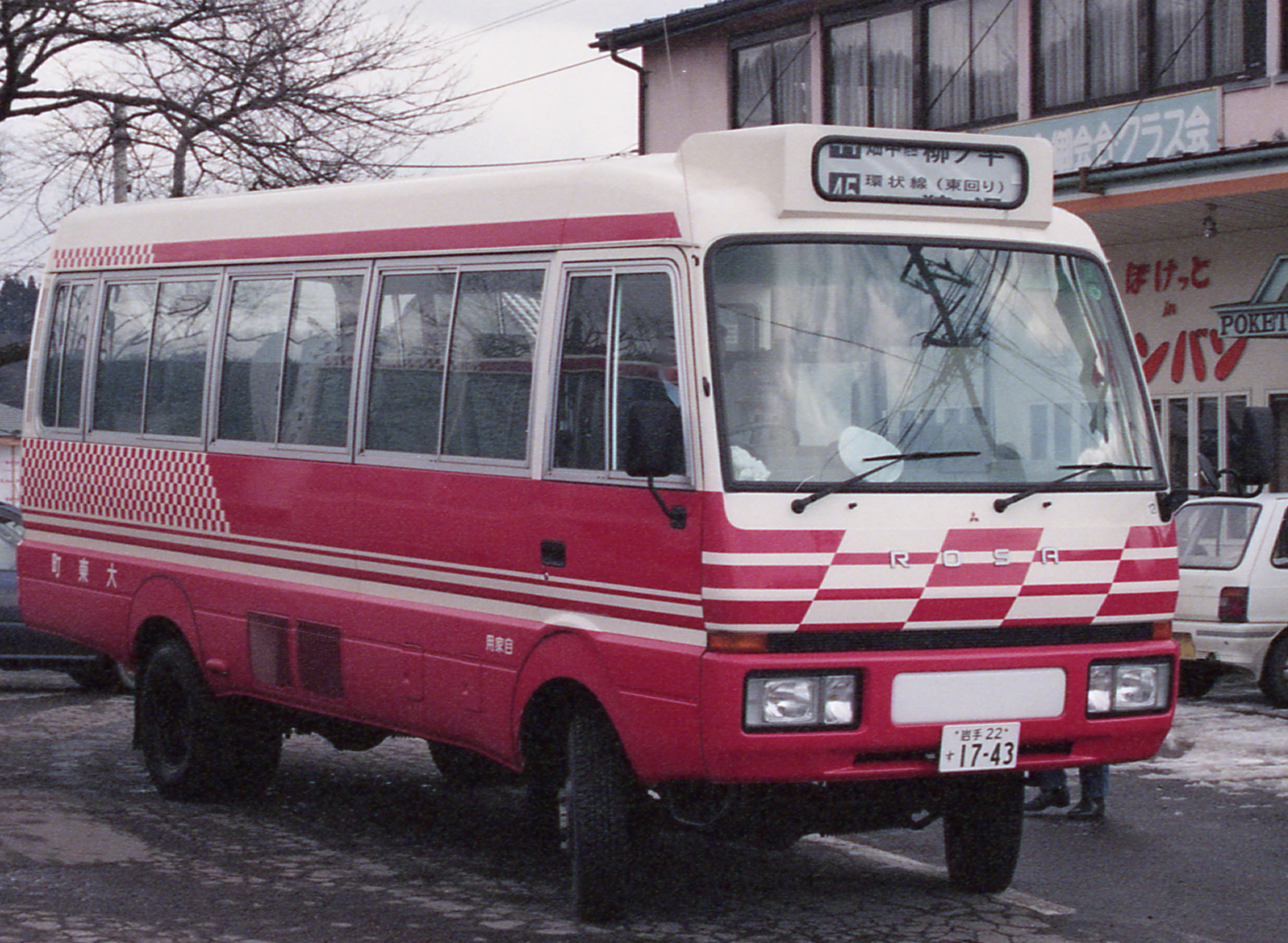
大東町営バス（1997年2月）

- 大東町営バス

### 道路

#### 一般国道
- 国道343号
- 国道456号

#### 県道
主要地方道
- 岩手県道10号江刺室根線
- 岩手県道19号一関大東線

一般県道
- 岩手県道104号沖田渋民線
- 岩手県道105号猿沢東山線
- 岩手県道135号摺沢停車場線
- 岩手県道262号沖田田原線
- 岩手県道263号折壁大原線

## 出身有名人
- 芦東山 - 仙台藩の儒学者
- 伊藤孝雄 - 俳優
- 岩渕仁 - 元陸上競技選手、指導者
- 菊池知勇 - 教育者、歌人
- 佐藤秀蔵 - 政治家、実業家
- 佐藤良平 - 政治家
- 志賀健次郎 - 政治家[35]
- 菅原エン - 政治家
- 村上昭夫 - 詩人